# Stenelmis florala
Stenelmis florala är en skalbaggsart som beskrevs av Schmude. Stenelmis florala ingår i släktet Stenelmis och familjen bäckbaggar. Inga underarter finns listade i Catalogue of Life.